# Puente Ñipas
El Puente Ñipas es un viaducto ubicado en la región de Ñuble, sobre el Río Itata, a la altura de la localidad de Ñipas, entre las comunas de Ránquil y Portezuelo. Fue construido entre 1921 y 1923, posee una extensión de 600 metros y está compuesto por una sola vía y dos descansos. La propiedad del inmueble corresponde a la Dirección de Vialidad del Ministerio de Obras Públicas. Su construcción se enmarcó en el proceso de conexión ferroviaria del país relacionado en particular con la construcción del Ramal Rucapequén-Concepción, que fomentó el desarrollo de poblados y potenció el desarrollo de la actividad vitivinícola del Valle del Itata.

## Declaratoria
El expediente de declaratoria fue preparado por la oficina técnica regional del Consejo de Monumentos Nacionales y el equipo de Servicio País de Ránquil, este fue producto de la voluntad y del sentir de la comunidad para convertir al Puente Ñipas en Monumento Nacional. Su declaratoria fue un punto de partida para poner en valor el patrimonio del Valle del Itata en su conjunto al igual que los ya declarados Puente Viejo Confluencia y el Puente Viejo sobre el Río Itata. La solicitud declaratoria se fundamenta en que el Puente Ñipas, cuya estructura es de hormigón armado, es el único puente en uso del sistema de puentes asociado al ramal Rucapequén-Tomé, el documento precisa que el Puente aún se encuentra en funcionamiento y ha sido clave para entregar conectividad a la Región de Ñuble desde la primera mitad del siglo XX hasta la actualidad brindando un valioso servicio contribuyendo al desarrollo económico y conectividad de esta zona eminentemente viñatera.

## Antecedentes históricos
El contexto de la construcción del Puente Ñipas se enmarcó dentro del contexto de conexión ferroviaria que se desarrolló en el país a comienzos del siglo XX, sobre todo en relación con la construcción del ramal Rucapequén-Tomé para la conexión y desarrollo de los poblados y potenciar el desarrollo de la actividad vitivinícola del Valle del Itata. A partir de la construcción del segundo tramo del ramal Rucapequén-Tomé entre Confluencia y Tomé, entre los años 1911 y 1912 se construye la Estación Ñipas en la misma localidad, esta fue la antesala de la construcción del puente. Antes de esto la comunicación e intercambio de productos se realizaba mediante barcazas y embarcaciones menores.
Entre los años 1921 y 1923 se construye el Puente Ñipas, el proyecto fue realizado por la Inspección de Puentes de la Dirección General de Obras Públicas y ejecutado por la Compañía General de Construcciones, empresa alemana que tenía su sede en la ciudad de Frankfurt.

## Antecedentes arquitectónicos
El Puente Ñipas se encuentra en la categoría de puentes de hormigón armado, sistema que comenzó a utilizarse en Chile desde 1910 para la construcción de puentes carreteros. El puente posee 600 metros de largo, dividido en 27 tramos de 22,40 metros de luz, a excepción de los dos extremos que poseen 20 metros. El puente es de vía simple pero posee dos secciones doble vía correspondientes a los descansos de 24,88 metros de largo que dividen el puente en tres partes iguales. La superestructura del puente está formada por dos vigas rectas longitudinales de hormigón armado, y el piso que las sostiene es del mismo material. El ancho entre guarda ruedas es de 3,50 metros y el ancho libre entre barandas es de 4,50 metros. La calzada está constituida por una mezcla de arena y asfalto sobre la loza de concreto armado. Las vigas están trabadas entre sí por seis vigas transversales en cada tramo. La infraestructura está constituida por marcos rígidos que descansan directamente sobre tubos huecos de hormigón armado, los que a su vez se encuentran fundados sobre pilotes de hormigón armado hincados hasta 20 metros en el lecho del río.

## Antecedentes sociales
Dentro de los antecedentes sociales, el Puente Ñipas ha sido objeto de distintas manifestaciones y eventos culturales en su extremo sur, entre los que se encuentran: 
- El concurso de Vino de Ránquil y de Itata Profundo: se celebra desde el año 1997.
- Carnaval de Verano de Ránquil.
- Fiesta de la Cerveza Ñipas - Ránquil.
- Lugar de esparcimiento de la comunidad del sector: en general, el valor paisajístico del Río Itata, propicia su uso en época estival como playa y zona de camping, con alta afluencia en verano.[1]

## Valores
Entre los valores que identifican al Puente Ñipas se encuentran: 
- El Puente Ñipas conforma parte del sistema de puentes que cruzan tanto los Ríos Itata y Ñuble y se relaciona con el ramal Rucapequén-Tomé. Este sistema contribuyó a mejorar la conectividad y por ende, a calidad de vida de las localidades interiores, al mismo tiempo favoreció el comercio a nivel regional y nacional.
- La construcción del puente se relacionó íntimamente con el desarrollo de la agricultura, en especial de la actividad vitivinícola de Valle del Itata, esto impulsó el dinamismo de la economía regional posible el transporte de los productos hacia otras localidades.
- El puente conforma el paisaje cultural en su relación con el Valle y el Río del Itata, también con los cerros que bordean por el norte y sur el Río y la localidad de Ñipas, logrando conectar el espacio rural de la orilla del Itata con el espacio rural de Ñipas.
- La estructura de hormigón armado constituyó un avance tecnológico para la época en relación con la construcción de puentes, en la actual región de Ñuble y respondió a un plan de conectividad estatal. En la actualidad, es el único puente operativo de los puentes que se construyeron en ese contexto.
- El puente es reconocido por la comunidad y forma parte de su identidad, este ha generado un sentido de pertenencia y su historia se ha relacionado estrechamente con las localidades de Ránquil y Ñipas llegando a convertirse en un ícono de la zona.[1]

## Atributos
Los atributos que identifican al Puente Ñipas son: 
- Hecho de cepa tipo simple y doble de hormigón armado, originales de 1923.
- Carpeta y conglomerado de arena y asfalto, sobre tablero de hormigón armado.
- Presenta una acera que separa la circulación de vehículos de los peatones.
- Las barandas son de hormigón armado, originales de 1923.

- Posee dos ensanches correspondientes a los descansos, que permite el paso de vehículos en sentido contrario.[1]